# 常本琢招
常本 琢招（つねもと たくあき、1963年 - ）は、日本の映画監督。

## 経歴
1963年、宮城県仙台市に生まれる。1985年、『にっぽにーず・がーる』がぴあフィルムフェスティバルに入選。福島大学を卒業後、中村幻児プロに入社。廣木隆一や鎮西尚一の助監督をつとめる。1990年、『制服本番 おしえて!』でズームアップ映画祭新人監督賞を受賞する。2011年、『アナボウ』がゆうばり国際ファンタスティック映画祭コンペティション部門に出品される。2012年、キム・コッビを主演に迎えた『蒼白者 A Pale Woman』が大阪アジアン映画祭インディ・フォーラム部門で上映される。

## フィルモグラフィー

### 映画
- にっぽにーず・がーる（1984年）
- 女高生 有希子の日記（1986年）
- 制服本番 おしえて!（1990年）
- みつかるまで（2002年）
- 蜘蛛の国の女王（2009年）
- アナボウ（2011年）
- 蒼白者 A Pale Woman（2012年）
- きのう生まれたわけじゃない（2023年）[6]

### オリジナルビデオ
- 成田アキラのテレクラ稼業（1994年）
- 人妻玲子 調教の軌跡（1995年）
- いたずらロリータ（1995年）
- のぞき屋稼業7（1995年）
- 黒い下着の女教師（1996年）
- 投稿写真白書 顔だけは隠して（1996年）
- 秘蜜 教えてあげる（1996年）
- 新任女医 淫らな診察室（1997年）
- 健康師ダン（1998年）
- 恋愛家庭教師 未熟な抱擁（2000年）
- 恋愛ピアノ教師 月光の戯れ（2001年）